# Wahlkreis Chemnitz V
Der Wahlkreis Chemnitz V war ein Landtagswahlkreis zur Landtagswahl in Sachsen 1990, der ersten Landtagswahl nach der Wiedergründung des Landes Sachsen. Er hatte die Wahlkreisnummer 63. Für die Landtagswahlen 1994 wurde auch infolge der Kreisreform die Wahlkreisstruktur verändert, zudem wurde die Zahl der Wahlkreise von 80 auf 60 verringert. Das Gebiet des Wahlkreises Chemnitz V wurde Teil einer der vier Wahlkreise auf Chemnitzer Stadtgebiet.
Das Wahlkreisgebiet umfasste Teile des Stadtbezirkes Süd mit den Stimmbezirken 200 bis 343.

## Ergebnisse
Die Landtagswahl 1990 fand am 14. Oktober 1990 statt und hatte folgendes Ergebnis für den Wahlkreis Chemnitz V:
| Direktkandidat | Partei (Kürzel) | Erststimmen (%) | Zweitstimmen (%) |
| -------------- | --------------- | --------------- | ---------------- |
|                | DA              | -               | 00,5             |
| Wolfgang Weber | CDU             | 44,8            | 45,9             |
|                | Chr. L          | -               | 00,4             |
|                | DBU             | 00,4            | 00,4             |
|                | DSU             | 03,2            | 02,6             |
|                | F.D.P.          | 08,3            | 06,6             |
|                | LL-PDS          | 15,3            | 15,0             |
|                | NPD             | -               | 00,7             |
|                | FORUM           | 08,1            | 06,6             |
|                | RAP             | -               | 00,1             |
|                | SHB             | -               | 00,1             |
|                | SPD             | 19,9            | 21,1             |

Es waren 51.854 Personen wahlberechtigt. Die Wahlbeteiligung lag bei 73,0 %. Von den abgegebenen Stimmen waren 1,8 % ungültig. Als Direktkandidat wurde Wolfgang Weber (CDU) mit 44,8 % aller gültigen Stimmen gewählt.